# Telekler, Menemen
Telekler là một xã thuộc huyện Menemen, tỉnh İzmir, Thổ Nhĩ Kỳ. Dân số thời điểm năm 2010 là 199 người.